# ديودوتس

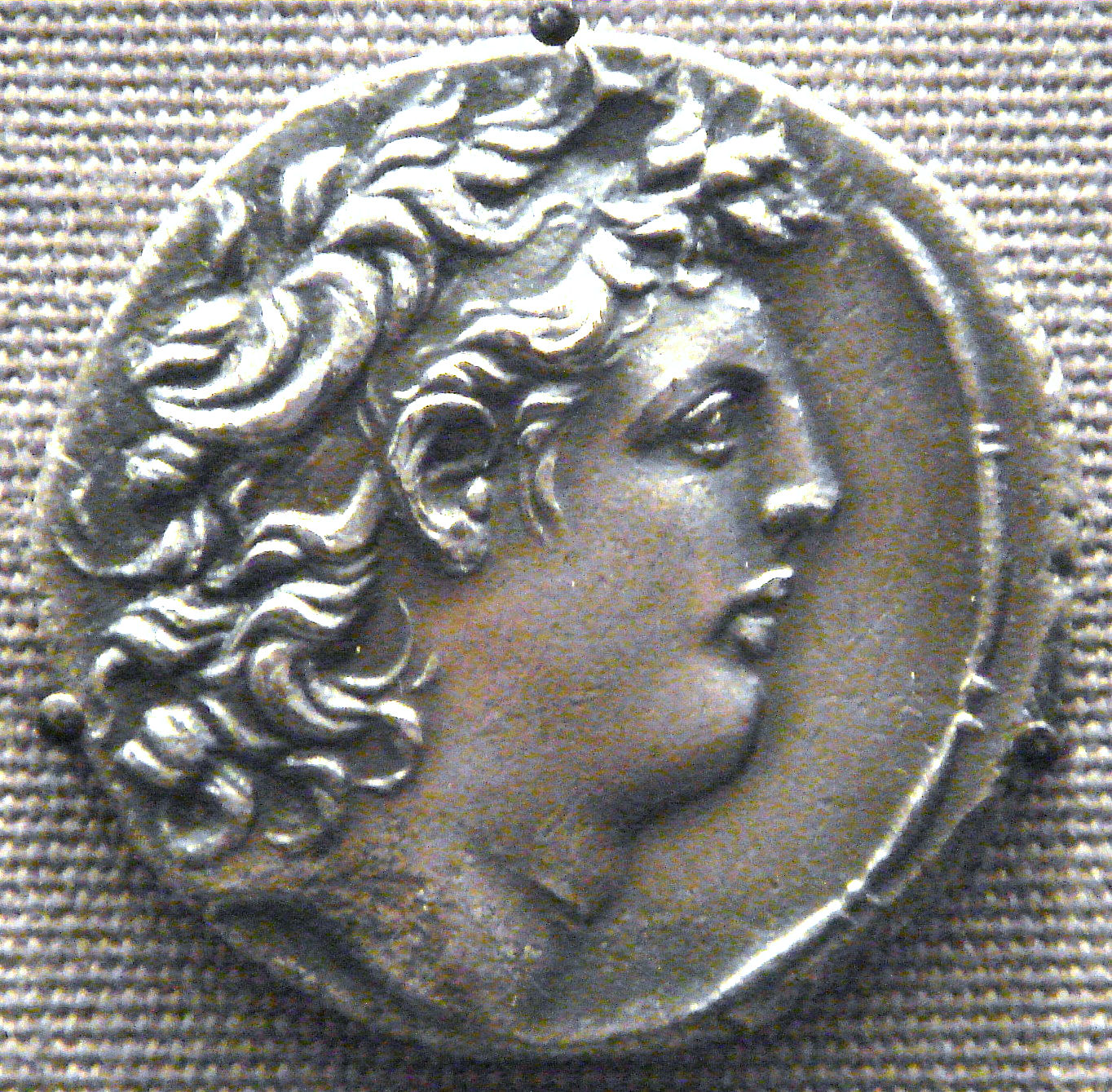
ديودوتس تريفون

ديودوتس تريفون(باليونانية القديمة: Διόδοτος Τρύφων) كان قائد للجيش و وضع أنطيوخوس السابع ابن الكسندر بالاس على العرش في مواجهة ديمتيريوس الثاني (الفاتح) بعد موت أنطيوخوس أصبح الحاكم.
كان هدف ديودوتس الحصول على حلفاء و كان لديه مشاكل مع اليهود و الين قاموا بتسيير جيوش ضده , اخيراً في 138 هُجم ديودوتس من قبل أنطيوخوس السابع و هُزم فقام بالانتحار.